# Notiobiella pinarensis
Notiobiella pinarensis är en insektsart som först beskrevs av Alayo 1968.  Notiobiella pinarensis ingår i släktet Notiobiella och familjen florsländor. Inga underarter finns listade i Catalogue of Life.